# Michael Linton
Michael Linton (26. august 1933 – 19. december 1998) var en svenskfødt historiker, der gennem mange år var ansat på Historisk Institut på Aarhus Universitet.
Linton, søn af Olof Linton, den senere professor i teologi ved Københavns Universitet, voksede op i Göteborg, hvor han efter studentereksamen studerede historie. Han blev Fil.cand. i 1959 og Fil.lic. i 1964, og blev efter nogle års ansættelse som gymnasielærer i 1967 ansat ved Historisk Institut i Århus, hvor han 1972 blev lektor. 1971 blev han doktor med disputatsen Drottning Margareta, fullmäktig fru och rätt husbonde. Studier i Kalmarunionens förhistoria.
I disputatsen mærkes Lintons store inspiration fra hans tidligere lærer, professor Erik Lönnroth, og den er et forsøg på at rydde op i myter i overleveringen om Margrete som politiker og person. Selvom arbejdet i en række tilfælde var vellykket, indeholdt disputatsen dog også fejl, unøjagtigheder og uholdbare argumenter, der fik en del anmeldere til at være stærkt kritiske. Lintons reaktion var at forlade studiet af Kalmarunionens historie og i stedet beskæftigede sig med vikinger og den italienske renæssance.
I 1987 nærmede Linton sig igen så småt Kalmarunionen med en mindre afhandling om Oluf 2.s valg til konge i 1376, men først i 1998 blev det alvor med bogen Margareta: Nordens drottning 1375-1412. Bogen var historieformidling i høj klasse og indbragte forfatteren en pris for netop historieformidling fra Det svenske Akademi. En dansk udgave fra 2000 af bogen lider dog under manglende redaktionel omhu. Lintons sans for formidling fik dog udtryk på dansk i Sveriges historie 1523-1993 fra 1994.
Linton var i sine sidste år syg og hustruens død i marts 1998 gav ham et knæk, han ikke kommer over. Han døde kort efter have opsagt sin stilling som lektor for at nyde sit otium i Sverige.

## Udvalgt bibliografi
- Drottning Margareta, fullmäktig fru och rätt husbonde. Studier i Kalmarunionens förhistoria, Akademiförlaget:Göteborg 1971
- Sveriges historie 1523-1993, Aarhus Universitetsforlag:Århus 1994 ISBN 87-7288-308-1
- Margareta : Nordens drottning 1375-1412, Atlantis:Stockholm 1998 ISBN 91-7486-471-8 (dansk udgave: Margrete den 1. – Nordens dronning, Gyldendal:København 2000 ISBN 87-00-45498-2)

## Ekstern henvisning
- Nekrolog af Anders Bøgh i HUMavisen (i store dele enslydende med nekrologen fra Historisk Tidsskrift)